# John Leddy Phelan
John L. Phelan (1924 - 24 de julio de 1976) fue un estudioso de la América virreinal española y de Filipinas. Pasó la mayor parte de su carrera académica en la Universidad de Wisconsin, Madison. Tras su muerte, su antiguo alumno James Lockhart escribió una sincera necrológica de su mentor.

## Biografía
Nació en Fall River, Massachusetts. Phelan se licenció  cum laude en Historia por el Harvard College en 1947; se doctoró en la Universidad de California, Berkeley, en 1951. Su tesis sobre la Orden Franciscana en el México colonial se convirtió en la base de su primer libro, The Millennial Kingdom of the Franciscans in the New World: A Study of the Writings of Gerónimo de Mendieta (1525-1604), que sigue siendo una obra importante en el campo de la América Latina primitiva. La monografía de Phelan, The Hispanization of the Philippines: Spanish Aims and Filipino Responses (1959) sigue siendo una de las pocas obras sobre el Imperio español centrada en las Filipinas virreinales y tiene en cuenta las respuestas locales a las políticas de la corona. Su tercera monografía, The Kingdom of Quito in the Seventeenth Century: Bureaucratic Politics in the Spanish Empire (1967) es una mezcla de historia política y social, junto con un importante capítulo de historia cultural centrado en Mariana de Jesús de Paredes, conocida como la "Azucena de Quito". En 1968, el libro recibió una mención honorífica para el Premio Bolton de la Conferencia de Historia Latinoamericana. Su última monografía, The People and the King: The Comunero Revolution in Colombia 1781, se publicó póstumamente y recibió el Premio Beveridge de la American Historical Association en 1978. Phelan fue elegido Presidente de la Conferencia sobre Historia Latinoamericana en 1973 Fue becado en Guggenheim, del American Council of Learned Societies y de la Newberry Library. Formó parte de los consejos editoriales de Hispanic American Historical Review y The Americas.

## Obras

### Libros
- The Millennial Kingdom of the Franciscans in the New World: A Study of the Writings of Gerónimo de Mendieta (1525-1604) (1ª edición 1956, 2ª edición, 1970) El reino milenario de los Franciscanos en el Nuevo mundo (1ª edición en español 1972)
- The Hispanization of the Philippines: Spanish Aims and Filipino Responses (1959)
- The Kingdom of Quito in the Seventeenth Century: Bureaucratic Politics in the Spanish Empire (1967)
- The People and the King: The Comunero Revolution in Colombia 1781, El pueblo y el rey la revolución comunera en Colombia, 1781 (Edición en español 2009)

### Artículos
- Authority and Flexibility in the Spanish Imperial Bureaucracy (Autoridad y flexibilidad en la burocracia imperial española)[5]
- Pan-latinism, French intervention in México (1861-1867) and the genesis of the idea of Latin America[6][7]
- NEO-AZTECISM IN THE EIGHTEENI CENTURY AND THE GENESIS OF MEXICAN NATIONALISM Culture In History Essays In Honor Of Paul Radin. 1960. pp. 160-170.